# 特羅斯佳內茨 (舍佩蒂夫卡區)
50°33′46″N 27°6′5″E / 50.56278°N 27.10139°E
特羅斯季亞涅齊（烏克蘭語：Тростянець），是烏克蘭西部的村莊，隸屬赫梅利尼茨基州的舍佩蒂夫卡區。該村處於科爾奇克河右岸，始建於1600年，面積1.15平方公里，海拔高度203米，2001年人口243。